# Liste von N-Gage-Spielen

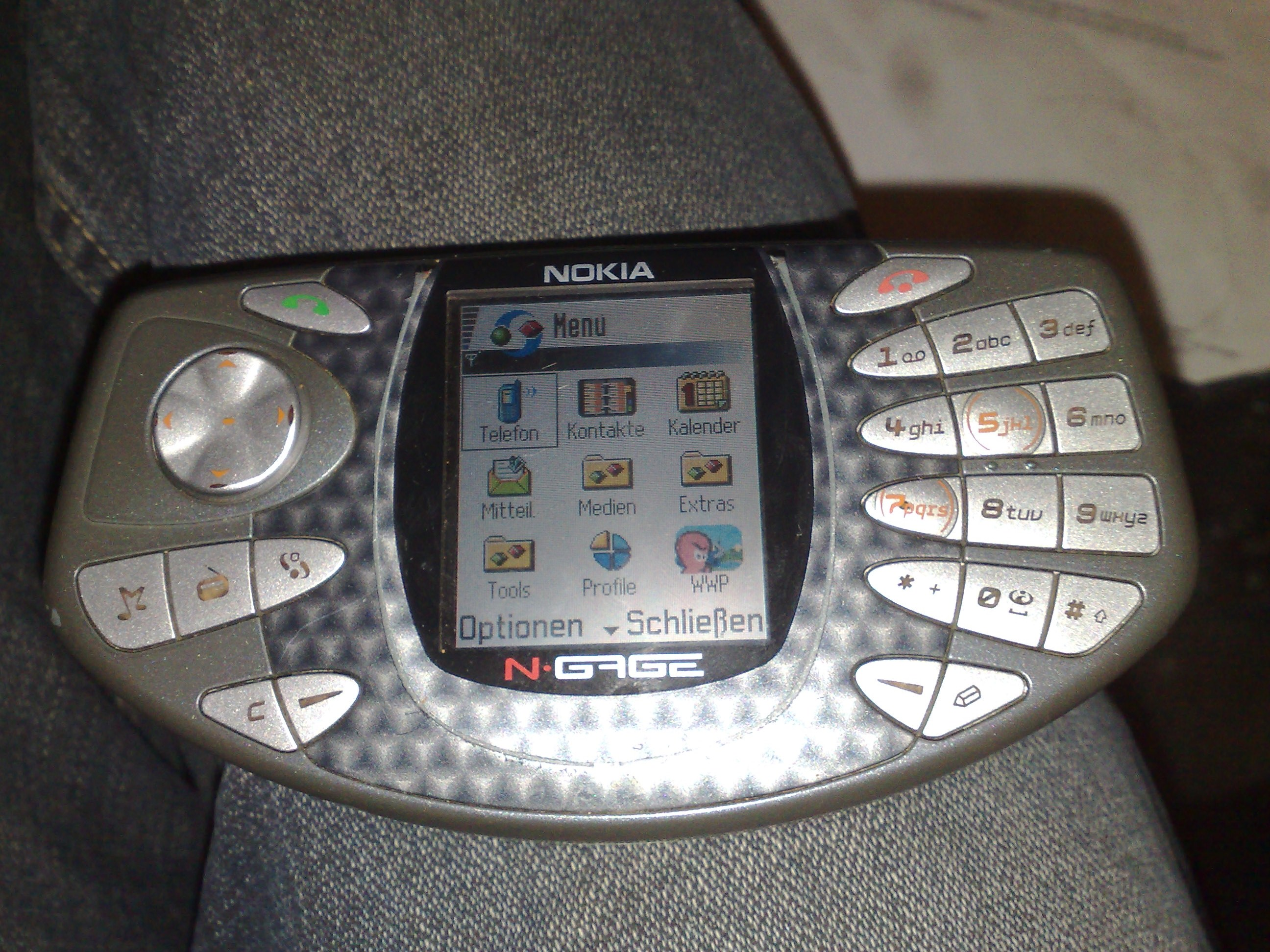
Nokia N-Gage mit deutscher Menüführung

Dies ist eine Liste von Videospielen, die für die Handheld-Konsole Nokia N-Gage erschienen sind.

## Spiele
| Titel                                           | Genre(s)                          | Entwickler                                   | Publisher                          | Veröffentlicht am    | Veröffentlicht am  |
| Titel                                           | Genre(s)                          | Entwickler                                   | Publisher                          | NTSC                 | PAL                |
| ----------------------------------------------- | --------------------------------- | -------------------------------------------- | ---------------------------------- | -------------------- | ------------------ |
| Ashen                                           | Ego-Shooter                       | Torus Games                                  | Nokia                              | 25. Mai 2004         | 17. Juni 2004      |
| Asphalt Urban GT                                | Rennspiel                         | Gameloft                                     | Nokia                              | 15. November 2004    | 15. November 2004  |
| Asphalt: Urban GT 2                             | Rennspiel                         | Gameloft                                     | Gameloft                           | 6. Dezember 2005     | 6. Dezember 2005   |
| Atari Masterpieces Vol. I                       | Computerspielsammlung             | Digital Eclipse                              | Atari Interactive                  | 13. Oktober 2005     | 13. Oktober 2005   |
| Atari Masterpieces Vol. II                      | Computerspielsammlung             | Digital Eclipse                              | Atari Interactive                  | 30. März 2006        | 30. März 2006      |
| Barakel: The Fallen Angel                       | Hack and slash                    | StormBASIC Games                             | Nokia, Technobubble Entertainment  | k. A.                | 2004               |
| Bomberman                                       | Arcade, Maze, Strategie           | Hudson Soft                                  | Hudson Soft                        | 4. August 2004       | 4. Juli 2004       |
| Call of Duty                                    | Ego-Shooter                       | OmegaSoft                                    | Activision                         | 23. November 2004    | 10. November 2004  |
| Catan                                           | Brettspiel, Strategie             | thinkArts                                    | Capcom                             | 10. Oktober 2005     | 10. Oktober 2005   |
| Civilization                                    | Rundenbasiert Strategie           | Gryphondale Studios                          | Atari Interactive                  | 2. März 2006         | 24. Februar 2006   |
| Colin McRae Rally 2005                          | Rennspiel                         | Ideaworks3D                                  | Codemasters                        | 5. November 2004     | 29. November 2004  |
| Crash Nitro Kart                                | Rennspiel                         | Vicarious Visions                            | Vivendi Universal Games            | 30. Juni 2004        | 28. Juli 2004      |
| The Elder Scrolls Travels: Shadowkey            | RPG                               | TKO Software, Vir2L Studios                  | Bethesda Softworks, Vir2L Studios  | 11. November 2004    | 24. November 2004  |
| FIFA Football 2004                              | Sport                             | Electronic Arts Canada, Exient Entertainment | Electronic Arts                    | 14. Januar 2004      | 24. Dezember 2003  |
| FIFA Football 2005                              | Sport                             | Electronic Arts Canada, Exient Entertainment | Electronic Arts                    | 10. November 2004    | 27. Oktober 2004   |
| Flo-Boarding                                    | Sport                             | Housemarque                                  | Nokia                              | k. A.                | 7. Oktober 2003    |
| Glimmerati                                      | Rennspiel                         | Bugbear Entertainment                        | Nokia                              | 16. August 2005      | 7. Juli 2005       |
| High Seize                                      | Rundenbasierte Taktik             | RedLynx                                      | Nokia                              | 28. Oktober 2005     | 13. Oktober 2005   |
| The King of Fighters Extreme                    | Kampf                             | Hudson Soft                                  | SNK Playmore                       | 31. Januar 2005      | 12. Januar 2005    |
| Marcel Desailly Pro Soccer                      | Sport                             | G Artist                                     | Gameloft                           | 28. April 2004       | 10. Mai 2004       |
| Mile High Pinball                               | Pinball                           | Bonus.com, Ideaworks3D                       | Nokia                              | 1. Oktober 2005      | 14. November 2005  |
| MLB Slam!                                       | Sport                             | Hexacto Games                                | Jack of All Games, THQ Wireless    | 31. Oktober 2003     | 10. Dezember 2003  |
| MotoGP                                          | Rennspiel                         | THQ Wireless                                 | Nokia                              | 14. November 2003    | 18. November 2003  |
| NCAA Football 2004                              | Sport                             | Exient Entertainment                         | Jack Of All Games, Electronic Arts | 10. Dezember 2003    | 16. Dezember 2003  |
| N-Gage Freestyle                                | Extrem-Sport                      | StormBASIC Games                             | Nokia                              | k. A.                | 2005               |
| ONE                                             | Kampfspiel                        | Digital Legends Entertainment                | Nokia                              | 13. Oktober 2005     | 14. Oktober 2005   |
| Operation Shadow                                | Action-Adventure                  | Torus Games                                  | Nokia                              | 29. September 2004   | 30. September 2004 |
| Pandemonium!                                    | Platform                          | Ideaworks3D                                  | Eidos Interactive                  | 6. Oktober 2003      | 7. Oktober 2003    |
| Pathway to Glory                                | Rundenbasierte Taktik             | RedLynx                                      | Nokia                              | 24. November 2004    | 26. November 2004  |
| Pathway to Glory: Ikusa Islands                 | Rundenbasierte Taktik             | RedLynx                                      | Nokia                              | 8. November 2005     | 8. November 2005   |
| Payload                                         | Action                            | Tantalus Interactive                         | Nokia                              | 14. November 2005    | 16. Mai 2006       |
| Pocket Kingdom: Own the World                   | MMORPG                            | Sega                                         | Nokia                              | 24. November 2004    | 29. November 2004  |
| Pool Friction                                   | Sport                             | StormBASIC Games                             | Nokia, Technobubble Entertainment  | k. A.                | 2005               |
| Puyo Pop                                        | Puzzle                            | Lavastorm Engineering                        | Sega                               | 6. Oktober 2003      | 7. Oktober 2003    |
| Puzzle Bobble VS                                | Puzzle                            | Taito                                        | Jack Of All Games, Nokia           | 10. Oktober 2003     | 10. Oktober 2003   |
| Rayman 3                                        | Platform                          | Gameloft                                     | Gameloft                           | 11. Dezember 2003    | 26. November 2004  |
| Red Faction                                     | Ego-Shooter                       | Monkeystone Games                            | THQ Wireless                       | 10. Dezember 2003    | 12. Dezember 2003  |
| Requiem of Hell                                 | RPG                               | Digital-Red Mobile Software                  | Nokia                              | 22. November 2004    | 22. November 2004  |
| Rifts: Promise of Power                         | Taktik-RPG                        | Backbone Entertainment                       | Nokia                              | 31. Oktober 2005     | 1. Oktober 2005    |
| The Roots: Gates of Chaos                       | Action, RPG                       | P.S. ASSA - Tannhauser Gate Sp. z o.o.       | Cenega Publishing, Nokia           | 15. August 2005      | 31. August 2005    |
| Sango                                           | k. A.                             | k. A.                                        | Nokia                              | k. A.                | k. A.              |
| Sega Rally Championship                         | Rennspiel                         | Hitmaker                                     | Sega                               | Nicht veröffentlicht | 1. Januar 2004     |
| The Sims Bustin' Out                            | Gott Game, Simulation             | Ideaworks3D                                  | Electronic Arts                    | 10. Mai 2004         | 12. Mai 2004       |
| Snakes                                          | Arcade, Maze                      | IOMO                                         | Nokia                              | 25. Januar 2005      | 25. Januar 2005    |
| SonicN                                          | Platform                          | Dimps                                        | Sega                               | 7. Oktober 2003      | 7. Oktober 2003    |
| Space Impact Evolution X                        | Shoot ’em up                      | Nokia                                        | Nokia                              | 1. Oktober 2003      | 1. Oktober 2003    |
| Spider-Man 2                                    | Action-Adventure                  | Activision, Digital Eclipse                  | Activision                         | 2. Juli 2004         | 6. Juli 2004       |
| SSX Out of Bounds                               | Snowboarding                      | Exient Entertainment                         | Electronic Arts                    | 24. Januar 2005      | 19. Januar 2005    |
| StuntCar Extreme                                | Rennspiel                         | Fathammer                                    | Vasara Games                       | 2004                 | 2004               |
| Super Monkey Ball Jr.                           | Platform                          | Sega, Realism                                | Sega                               | 6. Oktober 2003      | 7. Oktober 2003    |
| System Rush                                     | Rennspiel                         | Ideaworks3D                                  | Nokia                              | 20. September 2005   | 22. September 2005 |
| TechWars                                        | Action                            | StormBASIC Games                             | Nokia                              | Nicht veröffentlicht | 2005               |
| Tiger Woods PGA Tour 2004                       | Sport                             | Digital Eclipse                              | Electronic Arts                    | 24. Juni 2004        | 24. Juni 2004      |
| Tom Clancy’s Ghost Recon: Jungle Storm          | Taktik-Shooter                    | Gameloft                                     | Gameloft                           | 11. August 2004      | 10. August 2004    |
| Tom Clancy's Splinter Cell: Chaos Theory        | Stealth                           | Gameloft                                     | Gameloft                           | 23. März 2005        | 29. März 2005      |
| Tom Clancy’s Splinter Cell: Team Stealth Action | Stealth                           | Gameloft                                     | Gameloft                           | 5. Dezember 2003     | 10. Dezember 2003  |
| Tomb Raider                                     | Action-Adventure, Puzzle-Platform | Ideaworks3D                                  | Eidos Interactive                  | 6. Oktober 2003      | 7. Oktober 2003    |
| Tony Hawk's Pro Skater                          | Sport                             | Ideaworks3D                                  | Activision                         | 10. Oktober 2003     | 13. Oktober 2003   |
| Virtua Tennis                                   | Sport                             | Hitmaker                                     | Sega                               | 14. Dezember 2003    | 14. Dezember 2003  |
| Warhammer 40,000: Glory in Death                | Rundenbasierte Strategie          | Razorback Developments                       | THQ Wireless                       | 6. April 2006        | 6. April 2006      |
| Worms World Party                               | Artillery, Strategie              | Paragon 5, Team17                            | THQ Wireless                       | 19. April 2005       | 15. April 2005     |
| WWE Aftershock                                  | Fighting, Sport                   | Exient Entertainment                         | THQ Wireless                       | 15. August 2005      | 11. Juli 2005      |
| X-Men Legends                                   | Action RPG                        | Barking Lizards Technologies                 | Activision                         | 7. Februar 2005      | 1. Januar 2005     |
| X-Men Legends II: Rise of Apocalypse            | Action RPG                        | Barking Lizards Technologies                 | Activision                         | 31. Oktober 2005     | 27. Oktober 2005   |
| Xanadu Next                                     | Action RPG                        | Nihon Falcom, ScriptArts                     | Nokia                              | 20. Juni 2005        | 20. Juni 2005      |

## Unveröffentlichte Spiele
| Titel                             | Genre                                 | Entwickler                              | Publisher                      | Geplante Veröffentlichung/Letzte Erwähnung | Anmerkungen                                                                      |             |        |      |      |                 |                                                                       |
| --------------------------------- | ------------------------------------- | --------------------------------------- | ------------------------------ | ------------------------------------------ | -------------------------------------------------------------------------------- | ----------- | ------ | ---- | ---- | --------------- | --------------------------------------------------------------------- |
| Titel                             | Genre                                 | Entwickler                              | Publisher                      | Geplante Veröffentlichung/Letzte Erwähnung | Anmerkungen                                                                      | Alien Front | Action | Sega | Sega | 9. Februar 2004 | Trailer existiert. Prototyp geleakt in 2019 von einem 4chan-Benutzer. |
| Aquababe: Freaky Gardening        | Action                                | Byte Defenders                          | Living Mobile                  | k. A.                                      | Kein Prototyp aufgetaucht.                                                       |             |        |      |      |                 |                                                                       |
| Bounce                            | k. A.                                 | Activision                              | Activision                     | k. A.                                      | Kein Prototyp aufgetaucht.                                                       |             |        |      |      |                 |                                                                       |
| DRIV3R                            | Rennspiel, Shooter                    | Reflections Interactive, V3D Production | Atari SA                       | k. A.                                      | Kein Prototyp aufgetaucht.                                                       |             |        |      |      |                 |                                                                       |
| Fussball Manager Pro              | Business Simulation                   | Bigben Interactive                      | Bigben Interactive             | k. A.                                      | Kein Prototyp aufgetaucht.                                                       |             |        |      |      |                 |                                                                       |
| Gekido                            | Beat 'em up                           | NAPS team                               | DSI Games                      | 26. September 2003                         | Screenshots existieren. Kein Prototyp aufgetaucht.                               |             |        |      |      |                 |                                                                       |
| Habbo Islands                     | Simulation                            | Sulake Corporation                      | Nokia                          | 14. Oktober 2005                           | Ein Prototyp ROM Image wurde 2014 veröffentlicht.                                |             |        |      |      |                 |                                                                       |
| Hinter Wars: The Aterian Invasion | MMORPG                                | Activate                                | Nokia                          | 15. März 2005                              | Wurde auch für PC geplant. Kein Prototyp aufgetaucht.                            |             |        |      |      |                 |                                                                       |
| Joe                               | Action                                | Humansoft                               | k. A.                          | 10. Februar 2010                           | Auch für PSP geplant, nur Promo-Bilder existieren.                               |             |        |      |      |                 |                                                                       |
| Kart Racing                       | Rennspiel                             | k. A.                                   | Nokia                          | Q1 2004                                    | Kein Prototyp aufgetaucht.                                                       |             |        |      |      |                 |                                                                       |
| Leisure Suit Larry: Pocket Party  | Adventure                             | TKO Software                            | Nokia, Vivendi Universal Games | 5. Juni 2018                               | Concept Art und Design Dokumente im Besitz von Jody Hicks, einem der Entwickler. |             |        |      |      |                 |                                                                       |
| Lex Ferrum                        | Action                                | YDreams/Blueshark Studio                | YDreams                        | 3. März 2006                               | Artwork existiert.                                                               |             |        |      |      |                 |                                                                       |
| Ping                              | Sport                                 | Radiant Silver Labs                     | k. A.                          | 19. Juni 2017                              | 4-Spieler Version von Pong. Prototyp existiert.                                  |             |        |      |      |                 |                                                                       |
| Pit Runner                        | Kombat-Kart-Racer                     | Tantalus                                | Nokia                          | Herbst 2005                                | Kein Prototyp aufgetaucht                                                        |             |        |      |      |                 |                                                                       |
| Shade: Wrath of Angels            | Rollenspiel                           | Cenega Publishing                       | Cenega Publishing, Nokia       | 9. Juni 2004                               | Kein Prototyp aufgetaucht.                                                       |             |        |      |      |                 |                                                                       |
| Shadow-Born                       | MMORPG                                | Backbone Entertainment                  | Nokia                          | 10. Mai 2006                               | Screenshots und Concept Art existieren. Kein Prototyp aufgetaucht.               |             |        |      |      |                 |                                                                       |
| Spirits                           | Brettspiel, Sammelkartenspiel, MMORPG | Jadestone                               | Jadestone                      | 20. Mai 2005                               | Screenshots existieren. Kein Prototyp aufgetaucht.                               |             |        |      |      |                 |                                                                       |
| Taito Memories                    | Computerspielsammlung                 | Nokia                                   | Taito                          | 31. Dezember 2015                          | Artwork, Screenshots und Prototyp existieren.                                    |             |        |      |      |                 |                                                                       |
| Tiger Woods PGA Tour 2005         | Sport                                 | k. A.                                   | Electronic Arts                | 23. September 2004                         | Screenshots existieren. Kein Prototyp aufgetaucht.                               |             |        |      |      |                 |                                                                       |
| The Urbz: Sims in the City        | God Game, Simulation                  | Griptonite Games                        | Electronic Arts                | k. A.                                      | Kein Prototyp aufgetaucht.                                                       |             |        |      |      |                 |                                                                       |
| Virtua Cop                        | Rail Shooter                          | Sega                                    | Sega                           | 26. Juli 2004                              | Beta Prototyp existiert. Von USK geprüft.                                        |             |        |      |      |                 |                                                                       |
| Virtually Board Snowboarding II   | Sport                                 | Fathammer                               | Nokia                          | k. A.                                      | Kein Prototyp aufgetaucht.                                                       |             |        |      |      |                 |                                                                       |
| Xyanide                           | Shoot ’em up                          | Overloaded Pocket Media                 | Playlogic                      | 21. Mai 2004                               | Kein Prototyp aufgetaucht.                                                       |             |        |      |      |                 |                                                                       |